# Kallistos Vallis
La Kallistos Vallis è una formazione geologica della superficie di Venere.
Il suo nome deriva dall'antico nome greco di Venere.